# دیو چاوارای
دیو چاوارای (انگلیسی: Dave Chavarri؛ زادهٔ ۱ ژانویهٔ ۱۹۶۷) طبل‌زن، و آهنگساز اهل پرو است.